# شهدطوطیک گلوسرخ
شهدطوطیک گلوسرخ (نام علمی: Vini amabilis) یک گونه بومی فیجی و در خطر انقراض است. طول آن ۱۸ سانتی‌متر است و به‌طور کلی سبز روشن، با گونه‌ها، گلو و ران قرمز است.
این گونه در گذشته در سرده Charmosyna جای داشت. بر اساس یک مطالعه تبارزایی مولکولی شهدطوطیک‌ها منتشر شده در سال ۲۰۲۰ به جنس Vini منتقل شدو